# Rue Niepce (Paris)
La rue Niepce est une voie du 14e arrondissement de Paris, en France.

## Situation et accès
La rue Niepce est une voie publique située dans le 14e arrondissement de Paris. Elle débute au 79, rue de l'Ouest et se termine au 58, rue Raymond-Losserand.

## Origine du nom
Elle porte le nom de l'inventeur de la photographie, Nicéphore Niépce (1765-1833).

## Historique
Anciennement « rue Neuve-Brézin » de l'ancienne commune de Vaugirard, elle est classée dans la voirie de Paris par décret. Elle prend sa dénomination actuelle par arrêté du 24 août 1864.

## Bâtiments remarquables et lieux de mémoire
- No 3 : l' Œuvre Henry-Coullet du lait maternel, organisme d'assistance sociale fondé en 1904 et dont le siège social se trouvait rue du Montparnasse, entretenait autrefois, à cette adresse, l'un de ses restaurants gratuits pour des mères nourrices[1].
- No 4 : belle bâtisse XIXe siècle, transformée en immeuble de bureaux, puis en complexe hôtelier.
Ancien siège social de l'ONG Action contre la faim jusqu'au départ de cet organisme, en 2014[2], pour son nouveau siège du Boulevard de Douaumont.
Les travaux de rehabilitation et d'aménagement en hôtel d'une cinquantaine de chambres ont été réalisées de 2016 à 2017[3] (architecte: Maidenberg Architecture[4]).
- No 13 : emplacement, de 1895 à 1906, de la société coopérative L'Avenir de Plaisance[5].
Fondée en 1873, elle avait établi son premier siège social au no 13 rue Pernety et le transféra, en 1875, au nos 40/42 rue de Vanves (actuelle rue Raymond-Losserand), puis, à une date inconnue, au no 9 rue Niepce, avant d'acquérir, en 1895, dans cette même rue le terrain du no 13 pour y construire son nouveau siège, son magasin central et une Maison du peuple[6]. L'Avenir de Plaisance fusionnera en 1913 avec la coopérative La Glaneuse, et en 1914 avec L'Egalitaire pour former l' Union des coopérateurs parisiens.